# Ridderorden in Moldavië
Moldavië heeft na de onafhankelijkheid van Rusland in 1991 zes ridderorden ingesteld. Op 30 juli 1992 werd een wet, (Wet 1123-XII) afgekondigd waarin het recht om orden te stichten toevalt aan het parlement en de president het recht krijgt om orden te verlenen.
In Moldavië volgde men het Sovjetvoorbeeld en de traditie van de stervormige socialistische orden met één graad. Er werden in eerste instantie geen Europese vormen ingevoerd. De leden van deze orden die ieder een, twee of drie graden hebben werden allen als "drager", niet als "Lid" of "Ridder" aangeduid. In 2005 kwam daar verandering in toen de Orde van Verdienste werd ingevoerd en President Voronin de decorandussen aansprak als "ridders". De orde kreeg als eerste Moldavische orde drie graden.
- De Orde van de Republiek 30 juli 1992
- De Orde van Stefan de Grote ("Ordinul Stefan cel Mare") 30 juli 1992
- De Orde van de Glorie van de Arbeid ("Ordinul Gloria Muncii") 30 juli 1992
- De Orde van de Eer ("Ordinul de Onoare") 27 september 2002
- De Orde van Verdienste voor het Vaderland ("Ordinul Credențǎ Patriei") 28 juli 2004

De Russisch-orthodoxe Kerk heeft op 22 juli 2002 een eigen onderscheiding ingesteld.
- De Orde van Stefan de Grote en Goede